# سبدنشین دم‌دراز
سبدنشین دم‌دراز (نام علمی: Cisticola angusticauda) نام یک گونه از سرده سبدنشین است.